# William Ruth
William Reinhold Ruth, född 1 juli 1839 i Kivijärvi, död 23 september 1913 på Karhula gård, var en finländsk industrialist och donator.
William Ruth tjänade först vid indelta finska militären och fick vid dess upplösning 1868 avsked med stabskaptens grad. År 1873 blev han chef för Kymmene flottningsbolag och kom därigenom in i sågindustrin. Han köpte 1881 Karhula Ångsåg på Karhula udde i Karhula vid Kymmene älv, ej långt från Kotka, och där uppstod småningom en för landets förhållanden storartad anläggning, som gjorde honom till en rik man. Verksamheten ombildades 1902 till Karhula Oy. År 1887 anlades ett träsliperi och 1888 Karhula glasbruk. Vidare tillkom ett tegelbruk och en mekanisk verkstad jämte gjuteri.
Ruth upprättade ett rekreationshem för sjuksköterskor, en fond för bland annat uppfostringsbidrag åt medellösa folkskollärares barn och en stipendiefond för möjliggörande av praktik utrikes för småbrukare. I sitt testamente från 1909 bestämde han hela sin förmögenhet till småbrukets upphjälpande i Finland genom lån eller anslag i annan form åt småbrukare; räntorna fick även användas till lån och stipendier åt medellösa, men begåvade och strävsamma personer för studier vid högre lantbruksundervisningsanstalter.
Han gifte sig 1885 med Fanny Standertskjöld.